# Nissan Round Box
Nissan Round Box (яп. ラウンドボックス раундобоккусу; на языке СМС известен как R.D/B.X) — концепт компактного четырёхместного кабриолета, созданный японской компанией Nissan. Презентация модели прошла в октябре 2007 года на Токийском автосалоне. В основе прототипа лежит концепция молодёжного автомобиля для совместных поездок, в котором всем четырём пассажирам будут предоставлены одинаковые возможности для развлечений и общения. Концепт оставил о себе противоречивые мнения. В основном негативные отзывы касались дизайна экстерьера автомобиля.

## Концепция
На создание концепта инженеров Nissan вдохновила атмосфера спортивных баров. Все посетители таких заведений «полностью в них расслабляются, чувствуют единство и разделяют волнение при просмотре игры». Как заявлено в пресс-релизе компании, Round Box демонстрирует видение Nissan совместных поездок на автомобиле под открытым небом, в которых все пассажиры и водитель получают равное удовольствие и могут без затруднений общаться. Название модели (дословный перевод — «круглая коробка») по своей сути является оксюмороном. Поскольку целевой аудиторией концепта является молодёжь, компания создала и вторую версию этого названия на языке СМС — R.D/B.X. Такое название модели связано с одной из особенностей её салона (сочетанием плоских и округлых изогнутых поверхностей) и с желанием подчеркнуть, что в Round Box удалось «совместить несовместимое».
Презентация Round Box вместе с концептами Pivo 2, NV200 и Intima состоялась на Токийском автосалоне, проходившем с 27 октября по 11 ноября 2007 года.

## Дизайн и конструкция

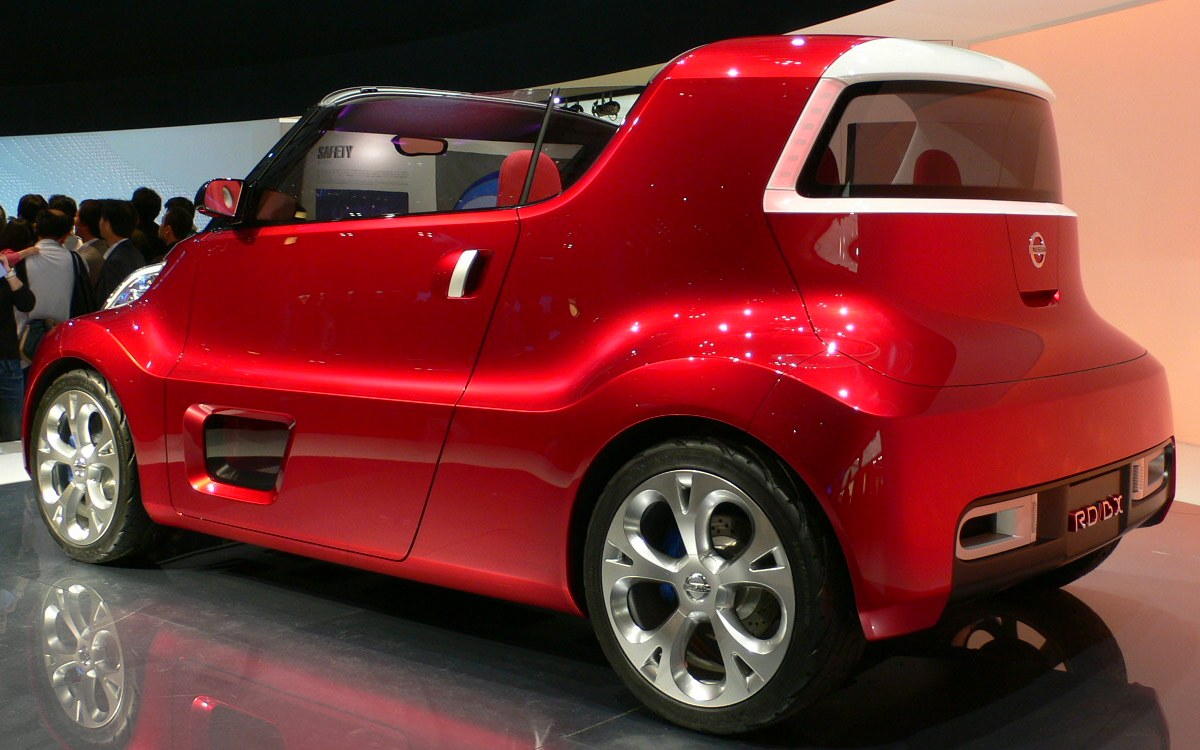
Вид сзади

Американский журнал «Wired» отмечает, что при разработке концепта дизайнеры Nissan опирались на наработки своих коллег из французской компании Renault, партнёра Nissan по альянсу. По габаритам и общей форме кузова Round Box напоминает городской автомобиль Smart Fortwo. Издание Road & Track назвало Round Box «смесью Smart и Renault Mégane второго поколения», найдя отсылку к последнему в форме заднего стекла. Экстерьер концепта визуально разделён на две части — широкую платформу с выступающими бамперами, боковыми порогами и колёсными арками и присоединённую к ней сверху оставшуюся часть кузова, составляющую пассажирский отсек. Такой дизайн экстерьера, по мнению Nissan, придаёт автомобилю спортивный внешний вид.
Передняя часть автомобиля заметно выступает из кузова. Задние фонари сверху покрыты почти непрозрачной белой краской, что скрывает их в задних стойках кузова. На заднем бампере имеется номерной знак с сокращённым названием модели. Колёса автомобиля максимально отодвинуты к углам кузова, чтобы создать максимально просторный салон, сделать автомобиль визуально более широким и придать ему больше устойчивости. Крыша может складываться в три части (кабриолет с таким механизмом складывания крыши называется «тарга»), после чего её можно убрать в багажник. Данные об объёме багажника не раскрывались. Ещё одной отличительной особенностью экстерьера стали небольшие окна, расположенные в нижней части дверей и позволяющие пассажирам смотреть на проносящуюся мимо поверхность дороги без риска для жизни.
Салон концепта, как утверждает компания, имеет «идеальные размеры» для четырёх пассажиров. Сиденья разделены на два ряда, на каждом из которых есть двухместный диван. Нижняя часть диванов представляет собой классические автомобильные сидения, а спинки отделены для каждого пассажира и имеют полукруглую форму. Согласно пресс-релизу, первое создаёт «чувство единения» с остальными пассажирами, а второе облегчает общение между ними. По словам Каору Сато, помощника главного дизайнера отдела дизайна продукции, в обычных автомобилях такое сочетание спинок и сидений было бы невозможно, а подобная форма кресел очень подойдёт молодёжи. В автомобиле также есть несколько электронных систем безопасности, объединённых в общую концепцию Nissan Safety Shield: система кругового обзора Around View Monitor и система контроля дистанции Distance Control Assist System. Round Box оснащён бензиновым двигателем с турбонаддувом и прямым впрыском топлива в сочетании с бесступенчатой трансмиссией, которая позволяет обеспечить максимальные экономичность и плавность хода.
Основной отличительной особенностью интерьера является система Play Catch, которая позволяет водителю и всем пассажирам легко обмениваться информацией. Для обеспечения работы этой системы используются два дисплея: большой, основной, на центральной консоли, второй, поменьше, — на приборной панели. Компания приводит в официальном пресс-релизе следующий пример: пассажиры на центральном дисплее ищут ближайший ресторан или магазин, а информация о маршруте до заведения отображается на втором экране перед водителем. При этом водитель всё равно легко может сосредоточится на управлении за счёт координированной работы двух экранов. Для управления экраном на центральной консоли компания решила скопировать механизм с одного из предыдущих концептов — Urge. Как и в Urge, в дверных подлокотниках автомобиля встроены рычаги управления, напоминающие собой игровые джойстики.

## Оценки
Концепт получил противоречивые оценки в автомобильных журналах и интернет-изданиях. Редакторы журнала Wired посчитали, что нижние окна в дверях автомобиля являются «одновременно самой интересной и самой отвлекающей особенностью» концепта. Журнал Car and Driver назвал концепт «обычным вагончиком для американских горок с рулем от бэтплана в стиле Hello Kitty». Британское издание Top Gear, ссылаясь на возможно неподходящий для оценки Round Box возраст редакции, назвало внешний вид концепта «отстойным». Выступающая из кузова передняя часть автомобиля была охарактеризована как «наполовину убогий Peugeot, наполовину снегоуборочная машина». Журнал Car посчитал автомобиль «самым незначимым» и «глупым» концептом Nissan на выставке. Российское издание «Драйв» дало автомобилю более тёплую оценку, назвав его «отличной разработкой» для молодёжи. Вопросы возникли лишь к системе Play Catch, поскольку редакция затруднилась понять, для чего такая система понадобится водителю.